# 圣代泽里
圣代泽里（法語：Saint-Dézéry，法語發音：[sɛ̃ dezeʁi]）是法国加尔省的一个市镇，属于尼姆区。

## 地理
圣代泽里（44°0'4"N, 4°16'11"E）面积6.01 平方千米，位于法国奧克西塔尼大區加尔省，该省份为法国南部沿海省份，南端濒地中海，北起顺时针与阿尔代什省、沃克吕兹省、罗讷河口省、埃罗省、阿韦龙省和洛泽尔省接壤。
与圣代泽里接壤的市镇（或旧市镇、城区）包括：卡斯泰尔诺-瓦朗斯、科洛尔格、加里格-圣厄拉利、穆萨克、圣沙普特。

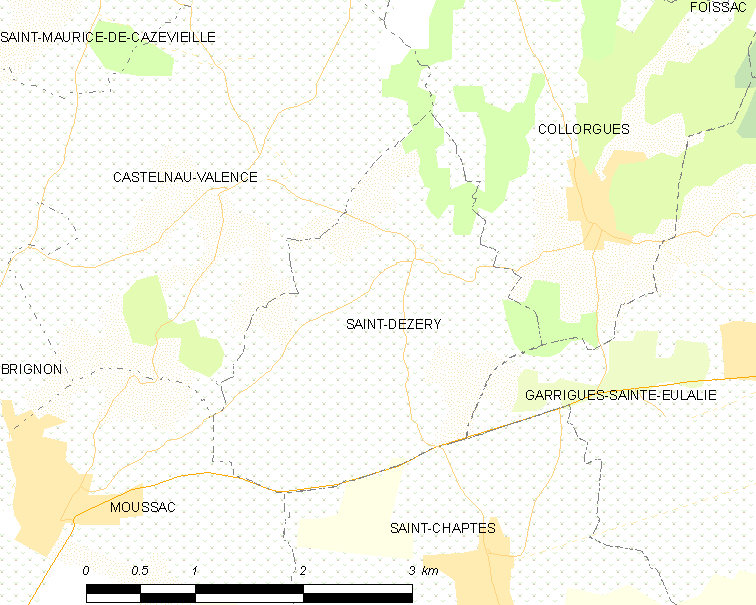
圣代泽里的OSM定位图

圣代泽里的时区为UTC+01:00、UTC+02:00（夏令时）。

## 行政
圣代泽里的邮政编码为30190，INSEE市镇编码为30248。

## 政治
圣代泽里所属的省级选区为于泽斯县。

## 人口

1962-2008年间圣代泽里人口变化图示

圣代泽里于2022年1月1日时的人口数量为459人。